# Dimităr Grekov

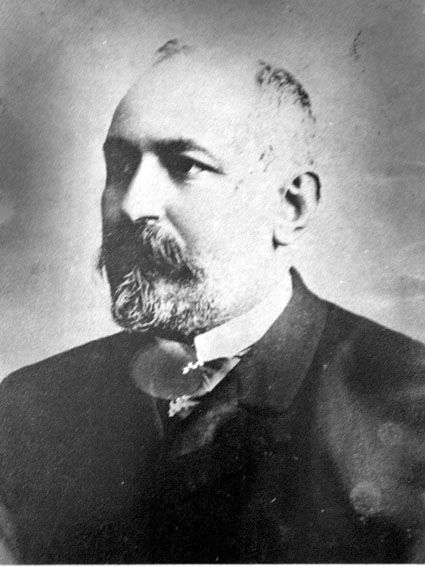
Dimităr Grekov

Dimităr Panajotov Grekov (Димитър Панайотов Греков), född 14 september 1847 i Bolgrad, Bessarabien, av bulgariska föräldrar, död 7 maj 1901 i Sofia, var en bulgarisk politiker.
Grekov studerade juridik i Paris och verkade sedan som advokat i Rumänien, men flyttade efter Bulgariens befrielse 1878 till sitt stamland, där han deltog som konservativ partiledare i den konstituerande församlingen i Tărnovo 1879 och var under furst Alexander I:s  första regeringstid mycket inflytelserik; 1879–80 och 1882–83 innehade han justitieministerposten. 
Under den kritiska tiden efter furst Alexanders störtande var Grekov medlem av den tremannadeputation, som sändes på rundresa till de europeiska makterna för att söka stämma dem gynnsamt för Bulgariens sak (december 1886 till januari 1887). År 1890 inträdde han som utrikesminister i Stefan Stambolovs ministär och avgick vid dennes fall i maj 1894, stod sedan i opposition mot sin forne meningsfrände Konstantin Stoilov och blev vid dennes tillbakaträdande i januari 1899 själv ministerpresident (och utrikesminister) under en tid av stora statsfinansiella problem och tvingades redan i oktober samma år avgå.